# Tukuche
Tukuche est un comité de développement villageois du Népal situé dans le district de Mustang. Au recensement de 2011, il comptait 743 habitants.

## Personnalités liées
- Shashi Dhoj Tulachan